# Столовая ложка

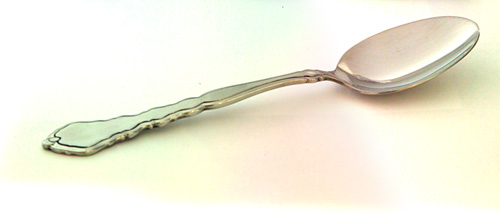
Столовая ложка

Столо́вая ло́жка — столовый прибор в виде ложки, в которую возможно поместить до 18 миллилитров жидкости. Обычно используют как столовый прибор при употреблении первых и вторых блюд: супов, каш, соусов.
Общепринятые сокращения:
- «ст. ложка» и «ст. л.» — рус. Столовая ложка
- T, tb, tbs, tbsp, tblsp, или tblspn — англ. Tablespoon
- EL — нем. Esslöffel

В медицине и кулинарии термин «столовая ложка» используют как меру веса или объёма.
В разных странах принят различный объём вместимости столовой ложки:
- В РФ и странах СНГ принят объём вместимости — 18 мл
- В США, Канаде, Новой Зеландии 1 столовую ложку определяют как 15 мл[1] (1 столовая ложка = ½ американской жидкой унции, что составляет примерно 14,787 мл[1])
- В Австралии — 20 мл[1]

1 столовая ложка вмещает следующий вес в граммах:
|                    | Ст. ложка 7х4 см, без горки | Ст. ложка 7х4 см, с горкой | Ст. ложка 5х3,5 см, без горки | Ст. ложка 5х3,5 см, с горкой |
| ------------------ | --------------------------- | -------------------------- | ----------------------------- | ---------------------------- |
| Вода               | 18                          | -                          | 12                            | -                            |
| Молоко             | 20                          | -                          | 12                            | -                            |
| Растительное масло | 17                          | -                          |                               | -                            |
| Сахар              | 20                          | 25                         | 10                            | 15                           |
| Соль               | 25                          | 30                         | 14                            | 20                           |
| Мука               | 10                          | 15                         | 7                             | 12                           |
| Рис                | 15                          | 20                         | 12                            | 17                           |
| Молотые орехи      | 10                          | 15                         | 8                             | 12                           |
| Сухая трава        | 5                           | 10                         | 4                             | 6                            |
| Сырая трава        | 10                          | 15                         | 8                             | 10                           |

Примечание: как правило, если в русскоязычном рецепте написано «одна столовая (чайная) ложка», речь идёт, скорее всего, о полной ложке «с горкой», тогда как в англоязычном рецепте — наоборот без горки (level tablespoon), а её наличие как правило особо указывают (heaped tablespoon).